# فصة فريجية
الفصة الفريجية (باللاتينية: Medicago phrygia) أو الفصة الحورانية نوع نباتي يتبع جنس الفصة من الفصيلة البقولية. سميت نسبة إلى منطقة فريجيا التاريخية في تركيا حاليًا.

## الموئل والانتشار
موطنها بلاد الشام وتركيا.

## مرادفات للاسم العلمي
- (باللاتينية: Trigonella phrygia Boiss.)
- (باللاتينية: Trigonella aurantiaca Boiss.)
- (باللاتينية: Trigonella mareschiana Hand.-Mazz.)
- (باللاتينية: Trigonella mareschina Hand.-Mazz.)
- (باللاتينية: Trigonella phrygia Boiss.)